# The Headless Children
The Headless Children (с англ. — «Безголовые дети») — четвёртый студийный альбом американской группы W.A.S.P., изданный в 1989 году.
После выпуска Inside the Electric Circus группу покинул ударник Стив Райли, на смену которому пришёл бывший участник Quiet Riot Фрэнки Банали. Также The Headless Children стал последним альбомом, в записи которого принял участие бессменный гитарист W.A.S.P. Крис Холмс. В коллектив он вернулся лишь в 1997 году, во время записи пластинки Kill Fuck Die. Звучание настоящего альбома существенно отошло от шок-рока ранних работ W.A.S.P. в сторону более классического мелодичного хеви-метала. Тексты песен стали более разнообразными, затрагивающими политические и социальные проблемы, такие как притворство политиков, война и детская жестокость. Композиция «The Neutron Bomber» рассказывает об американском президенте Рональде Рейгане, который ушёл в отставку незадолго до выхода The Headless Children. «Mean Man» является биографической историей о разгульном образе жизни Криса Холмса. На обложке, в отличие от предыдущих дисков, не изображён лидер коллектива Блэки Лолесс. На этой пластинке на фоне гигантского черепа изображены политические деятели: Адольф Гитлер, Иосиф Сталин, Бенито Муссолини, Пол Пот, Иди Амин и Генрих Гиммлер; преступники Аль Капоне и Чарльз Мэнсон, а также члены организации Ку-клукс-клан в своём традиционном облачении. The Headless Children стал одним из наиболее коммерчески успешных альбомов W.A.S.P. и сохраняет этот статус по сей день.

## Список композиций
| №   | Название                       | Автор(ы)                 | Длительность |
| --- | ------------------------------ | ------------------------ | ------------ |
| 1.  | «The Heretic (The Lost Child)» | Блэки Лолесс, Крис Холмс | 7:22         |
| 2.  | «The Real Me»                  | Пит Таунсенд             | 3:20         |
| 3.  | «The Headless Children»        | Лолесс                   | 5:46         |
| 4.  | «Thunderhead»                  | Лолесс, Холмс            | 6:49         |
| 5.  | «Mean Man»                     | Лолесс                   | 4:47         |
| 6.  | «The Neutron Bomber»           | Лолесс                   | 4:10         |
| 7.  | «Mephisto Waltz»               | Лолесс                   | 1:28         |
| 8.  | «Forever Free»                 | Лолесс                   | 5:08         |
| 9.  | «Maneater»                     | Лолесс                   | 4:46         |
| 10. | «Rebel in the F.D.G.»          | Лолесс                   | 5:08         |

Переиздание
| №   | Название                                                             | Автор(ы)     | Длительность |
| --- | -------------------------------------------------------------------- | ------------ | ------------ |
| 11. | «Locomotive Breath»                                                  | Иэн Андерсон | 2:59         |
| 12. | «For Whom the Bell Tolls»                                            | Лолесс       | 3:47         |
| 13. | «Lake of Fools»                                                      | Лолесс       | 5:29         |
| 14. | «War Cry»                                                            | Лолесс       | 5:33         |
| 15. | «L.O.V.E. Machine» (запись с концерта в Hammersmith Odeon в Лондоне) | Лолесс       | 4:47         |
| 16. | «Blind in Texas» (запись с концерта в Hammersmith Odeon в Лондоне)   | Лолесс       | 6:23         |

## Участники записи
- Блэки Лолесс — вокал, гитара
- Крис Холмс — соло-гитара
- Джонни Род — бас-гитара, бэк-вокал
- Фрэнки Банали[англ.] — ударные

Приглашённые музыканты
- Кен Хенсли — клавишные
- Лита Форд — бэк-вокал

## Позиции в чартах
| Страна         | Позиция |
| -------------- | ------- |
| Великобритания | 8       |
| Германия       | 22      |
| Норвегия       | 13      |
| США            | 48      |